# Waalse Pijl 1991
De 55e editie van de Waalse Pijl werd gehouden op woensdag 17 april 1991. Het parcours had een lengte van 203 kilometer. De start lag in Spa en de finish was op de Muur van Hoei. Van de 191 gestarte renners bereikten 85 coureurs in winterse omstandigheden (regen, hagel en natte sneeuw) de eindstreep. De Italiaan Moreno Argentin won de Waalse klassieker voor het tweede jaar op rij.  

## Verloop
Argentin ging in de aanval op de Côte de Ahin, zo’n 60 kilometer voor het einde. Ondanks een valpartij in de afdaling van de Côte d'Ereffe, bouwde de 30-jarige Italiaanse koploper binnen 10 kilometer een voorsprong op van 50 seconden. De vier achtervolgers, de Fransman Jean-François Bernard, de Italiaan Claudio Chiappucci, de Belg Claude Criquielion en de Rus Dmitri Konysjev, konden na de val even iets dichterbij komen. Criquielion, die in zijn eigen streek reed, vond dat het niet snel genoeg ging en hij zette in zijn eentje de achtervolging in. De Belg moest op de meet 2 minuten en 20 seconden toegeven. Vlak na hem finishte Chiappucci als derde. Frans Maassen was op de vijftiende plek de beste Nederlander.

## Uitslag
| Waalse Pijl 1991 |                       |                       |          |
| Plaats           | Naam                  | Ploeg                 | Tijd     |
| Winnaar          | Moreno Argentin       | Ceramiche-Ariostea    | 5u13'14" |
| 2                | Claude Criquielion    | Lotto-Super Club-MBK  | + 2'20"  |
| 3                | Claudio Chiappucci    | Carrera Jeans         | + 2'31"  |
| 4                | Jean-François Bernard | Banesto               | + 2'39"  |
| 5                | Dmitri Konysjev       | TVM-Sanyo             | + 3'02"  |
| 6                | Johan Bruyneel        | Lotto-Super Club-MBK  | + 4'19"  |
| 7                | Eric Van Lancker      | Panasonic-Sportlife   | + 4'26"  |
| 8                | Marino Lejarreta      | ONCE                  | + 4'53"  |
| 9                | Iñaki Gastón          | CLAS-Cajastur         | + 4'58"  |
| 10               | Benny Heylen          | SEFB-Saxon-Gan        | z.t.     |
|                  |                       |                       |          |
| 15               | Frans Maassen         | Buckler-Colnago-Decca | + 5'13"  |

1936 · 1937 · 1938 · 1939 · 1940 · 1941 · 1942 · 1943 · 1944 · 1945 · 1946 · 1947 · 1948 · 1949 · 1950 · 1951 · 1952 · 1953 · 1954 · 1955 · 1956 · 1957 · 1958 · 1959 · 1960 · 1961 · 1962 · 1963 · 1964 · 1965 · 1966 · 1967 · 1968 · 1969 · 1970 · 1971 · 1972 · 1973 · 1974 · 1975 · 1976 · 1977 · 1978 · 1979 · 1980 · 1981 · 1982 · 1983 · 1984 · 1985 · 1986 · 1987 · 1988 · 1989 · 1990 · 1991 · 1992 · 1993 · 1994 · 1995 · 1996 · 1997 · 1998 · 1999 · 2000 · 2001 · 2002 · 2003 · 2004 · 2005 · 2006 · 2007 · 2008 · 2009 · 2010 · 2011 · 2012 · 2013 · 2014 · 2015 · 2016 · 2017 · 2018 · 2019 · 2020 · 2021 · 2022 · 2023 · 2024 · 2025 · 2026
Lijst van beklimmingen